# Лунд (тауншип, Миннесота)
Лунд (англ. Lund) — тауншип в округе Дуглас, Миннесота, США. На 2000 год его население составило 355 человек.

## География
По данным Бюро переписи населения США площадь тауншипа составляет 93,3 км², из которых 73,1 км² занимает суша, а 20,2 км² — вода (21,63 %).

## Демография
По данным переписи населения 2000 года здесь находились 355 человек, 129 домохозяйств и 94 семьи.  Плотность населения —  4,9 чел./км².  На территории тауншипа расположено 199 построек со средней плотностью 2,7 построек на один квадратный километр. Расовый состав населения: 99,15 % белых и 0,85 % приходится на две или более других рас. Испанцы или латиноамериканцы любой расы составляли 0,28 % от популяции тауншипа.
Из 129 домохозяйств в 35,7 % воспитывались дети до 18 лет, в 64,3 % проживали супружеские пары, в 4,7 % проживали незамужние женщины и в 26,4 % домохозяйств проживали несемейные люди. 22,5 % домохозяйств состояли из одного человека, при том 8,5 % из — одиноких пожилых людей старше 65 лет. Средний размер домохозяйства — 2,69, а семьи — 3,15 человека.
29,3 % населения младше 18 лет, 9,6 % в возрасте от 18 до 24 лет, 23,9 % от 25 до 44, 24,8 % от 45 до 64 и 12,4 % старше 65 лет. Средний возраст — 38 лет. На каждые 100 женщин приходилось 110,1 мужчин.  На каждые 100 женщин старше 18 приходилось 118,3 мужчин.
Средний годовой доход домохозяйства составлял 40 417 долларов, а средний годовой доход семьи —  41 429 долларов. Средний доход мужчин —  30 455  долларов, в то время как у женщин — 16 563. Доход на душу населения составил 15 567 долларов. За чертой бедности находились 3,8 % семей и 5,9 % всего населения тауншипа, из которых 7,5 % младше 18 и 9,1 % старше 65 лет.